# Хорор и терор
Разлика између хорора и терора (страха и ужаса) је стандардни књижевни и психолошки појам који се примењује првенствено за готску књижевност и филм. Терор се обично описује као осећај страха и ишчекивања који претходи застрашујућем искуству. Супротно томе, хорор је осећај гађења који обично настаје након што се види, чује или осети нешто застрашујуће. Другим речима, хорор је више повезана са шокирањем или уплашивањем, док је терор ближи анксиозности и страховању. Хорор је такође описан као комбинација терора и гађења.
Први аутор који је објаснио разлику између терора и хорора је Ен Радклиф (1764–1823). Она пише у есеју да терор "шири душу и буди способности за високи нивоа живота". Хорор, супротно томе, "га замрзава и скоро уништава".

Према Девендри Варми у Готичком пламену (1966):
Разлика између терора и хорора је разлика између страшног схватања и мучне реализације: између мириса смрти и налажења леша.
Хорор је такође и жанр филма и књижевности, који се ослања на ужасне слике или ситуације како би испричао приче и изазвао реакције публике. У овим филмовима, тренутку грозног откривења обично претходи припремање, за које се најчешће користи страшна музика.
У свом делу Danse Macabre, Стивен Кинг објашњава теме терора и хорора, и додаје трећи елемент, који је назвао "одвратност." Он описује терор као "најбољи елемент" од три, и каже да тежи да га одржи у својим делима. Наводећи бројне примере, он дефинише терор као момент напетости у хорору који претходи правом чудовишту. Хорор је, према њему, тренутак када човек види монструма, који му је изазивао ужас или напетост. На крају, гађење описује као јефтини трик који се користи да се згади публика, ако не може ништа друго да се уради.